# Contrôle automatique de la pression des pneus
|                                    |  |                                      |
| Indicateur TPMS de faible pression |  | Avertissement de défaillance du TPMS |

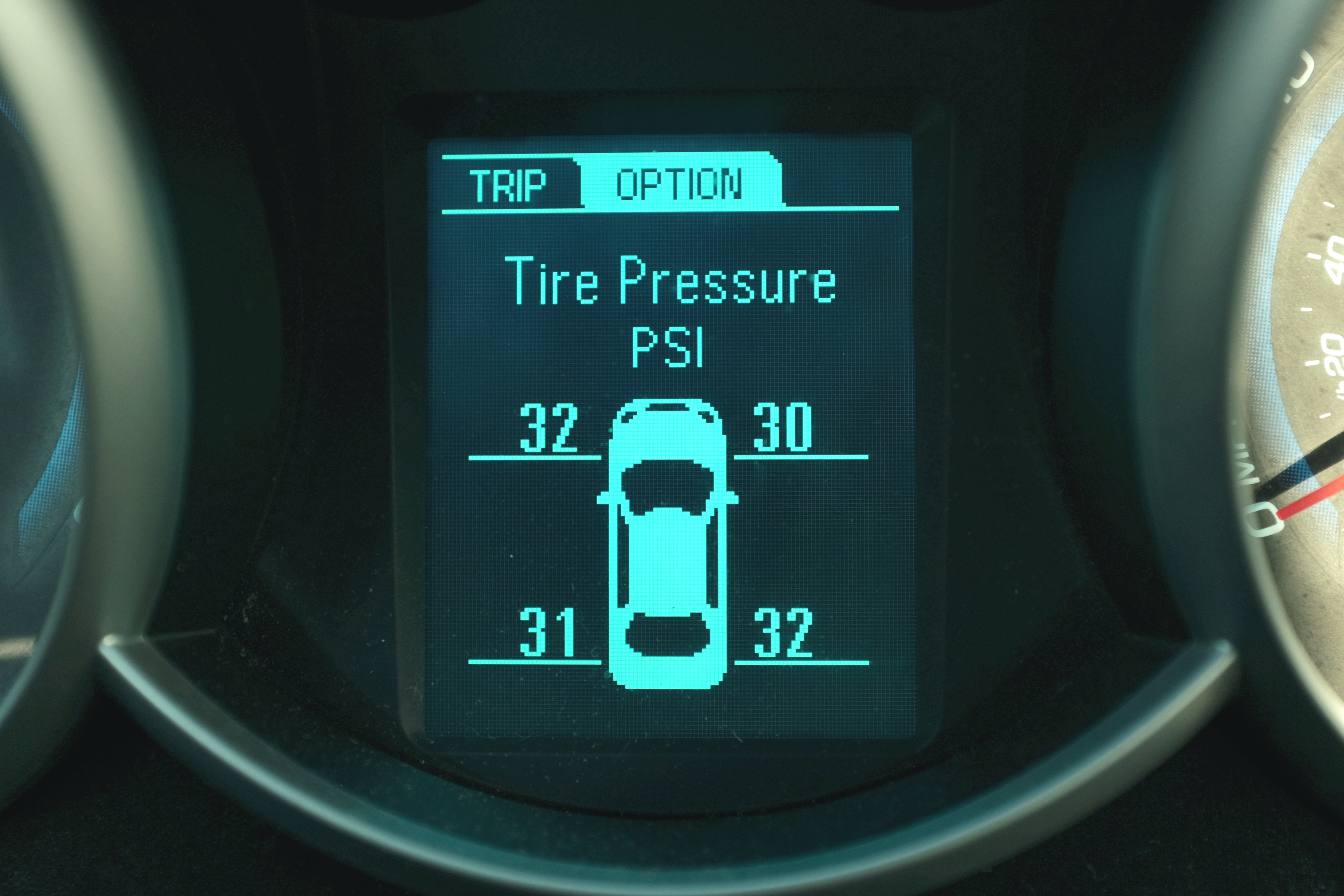
Lecture de l'état des pneumatiques d'une Chevrolet Cruze

Le contrôle automatique de la pression des pneus (en anglais Tire Pressure Monitoring System ou (TPMS) est un système électronique conçu pour contrôler la pression de gonflage des pneumatiques sur différents types de véhicules. Ce système renvoie une information de pression des pneus en temps réel au conducteur du véhicule par un indicateur, un pictogramme ou par un témoin de sous-gonflage et parfois aussi de sur-gonflage,.
L’appellation système de surveillance de la pression des pneumatiques est également utilisée dans le règlement no 141 de la CEE-ONU et dans la législation de l'Union européenne.

## Historique

### Vingtième siècle
C’est à la fin des années 1980 que le constructeur automobile allemand Porsche sort le premier véhicule de tourisme possédant un système TPMS. 
En 1996, Renault propose le PAX System sur le Scénic intégrant un détecteur de pression ainsi qu'un dispositif permettant de rouler 150 km sans aucune pression dans le pneu. 
En 1999, des constructeurs français intègrent le TPMS de série dans certaines gammes comme la Peugeot 607 ou la Renault Laguna[réf. nécessaire].
Certains constructeurs automobiles européens ont décidé d’intégrer ce produit dans leurs gammes supérieures de luxe en option[réf. nécessaire]. On trouve parmi ces modèles, la BMW Série 7, la Mercedes-Benz Classe S[réf. nécessaire], etc.

### Vingt-et-unième siècle
Une centaine de tués dus à des « tonneaux » a poussé l'United States Congress à légiférer le TREAD Act. Cette loi oblige l’utilisation d'une technologie TPMS appropriée pour tous les véhicules à moteur de moins de 10000 livres ou 4500 kilogrammes pour aider et avertir les conducteurs.
En octobre 2005, aux États-Unis, en phase d'adoption, 20 % sont équipés. 
Après le 1er septembre 2007, aux États-Unis, 100 % des modèles produits sont équipés.
Après 2008, dans l'Union européenne, 100 % des modèles produits sont équipés.
En Europe, l’installation du TPMS est obligatoire sur tous les nouveaux modèles de véhicules de moins de 3,5 t dont la production débute après le 1er novembre 2012 et à partir de novembre 2014 pour tous les véhicules neufs. Une différence existe entre les véhicules légers de transport de personnes (M1) et les véhicules légers de transport de marchandises (N1).
Le 13 juillet 2010, le ministère de Corée du Sud annonce une révision du KMVSS (Korea Motor Vehicle Safety Standards), prévoyant l'installation obligatoires en janvier 2013 pour les nouveaux modèles et le 30 juin 2014 pour les modèles antérieurs

### Aux États-Unis
À la fin des années 1990 et au début des années 2000, un bouleversement apparaît aux États-Unis avec une annonce de Firestone rappelant 6,5 millions de pneus défectueux du marché américain ayant causé des accidents graves. À la suite de cela, le gouvernement américain du président Bill Clinton promulgue une loi nommée la « Loi de bande de roulement » (ou Tread Act). Elle impose l’utilisation d’une technologie de contrôle de pression des pneus afin d'informer le conducteur lorsque ces pneus comportent un grave problème de gonflage. Appliquée dès 2005, cela est devenu obligatoire pour tous les nouveaux véhicules de moins de 3,5 tonnes sortant de production après le 1er septembre 2007.
La communication autour du produit sera différente sur le continent américain du continent européen. L’aspect de la sécurité sera davantage mis en avant outre-Atlantique alors que le marché européen vantera les mérites écologiques et économiques du produit en plus des aspects sécuritaires.

### En Europe
Suivant l'exemple nord-américain, l’installation du TPMS est obligatoire en Europe sur tous les nouveaux modèles de véhicules de moins de 3,5 t dont la production débute après le 1er novembre 2012 et à partir de novembre 2014 pour tous les véhicules neufs.

La législation européenne spécifie : 

« Les véhicules de la catégorie M1 (< 3,5 t, moins de 9 passagers) sont équipés d’un système de contrôle de la pression des pneumatiques précis capable, si nécessaire, d’avertir le conducteur, à l’intérieur du véhicule, de toute perte de pression d’un pneumatique, ce qui est favorable à une consommation optimale ainsi qu’à la sécurité routière. Des limites appropriées sont fixées dans les prescriptions techniques pour réaliser ceci, permettant également une approche rentable et neutre du point de vue de la technologie à l’égard du développement de systèmes de contrôle de la pression des pneumatiques précis. »

## Les différents systèmes

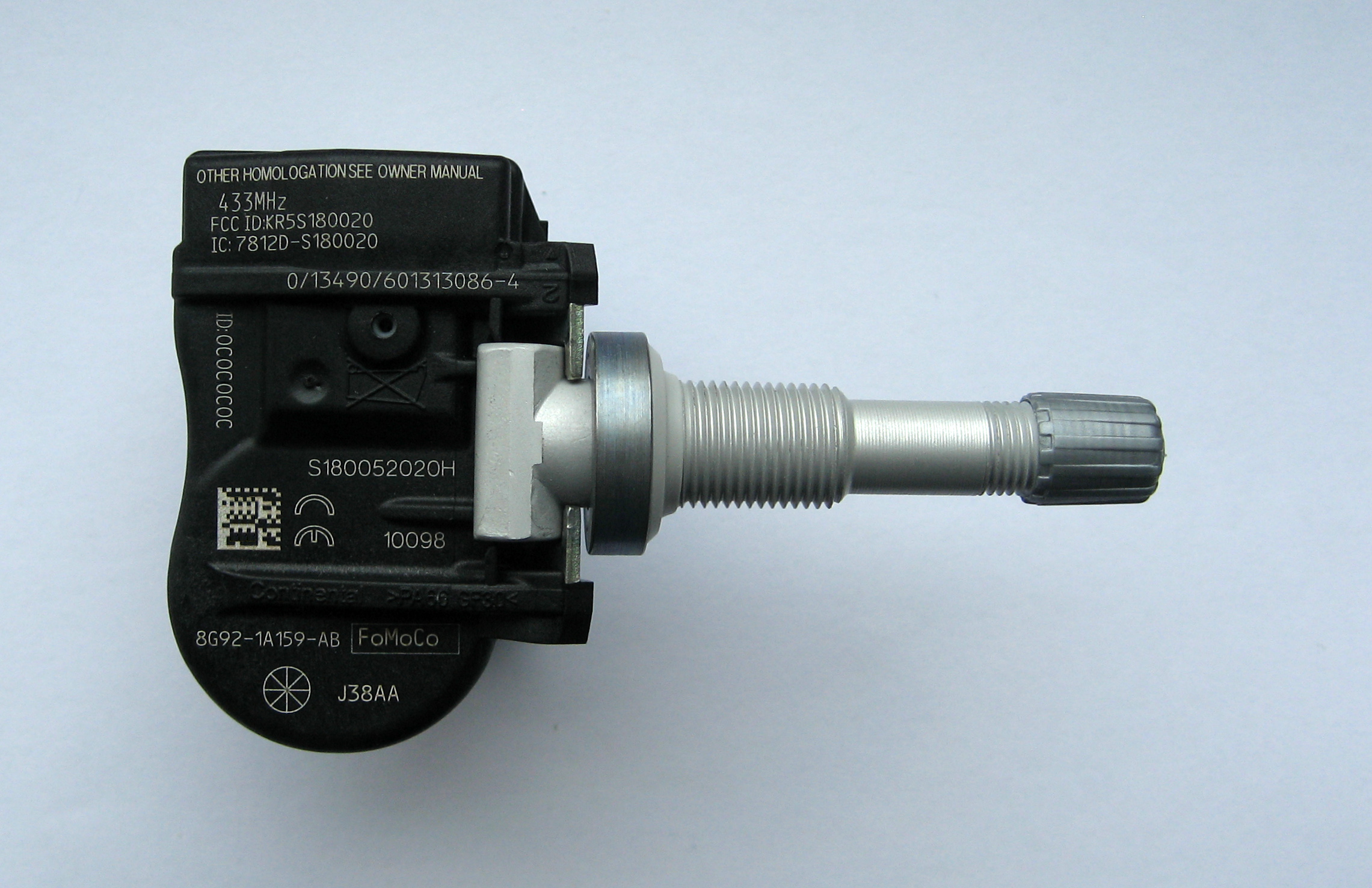
Capteur direct TPM dans le système de valve, manufacturier Continental.

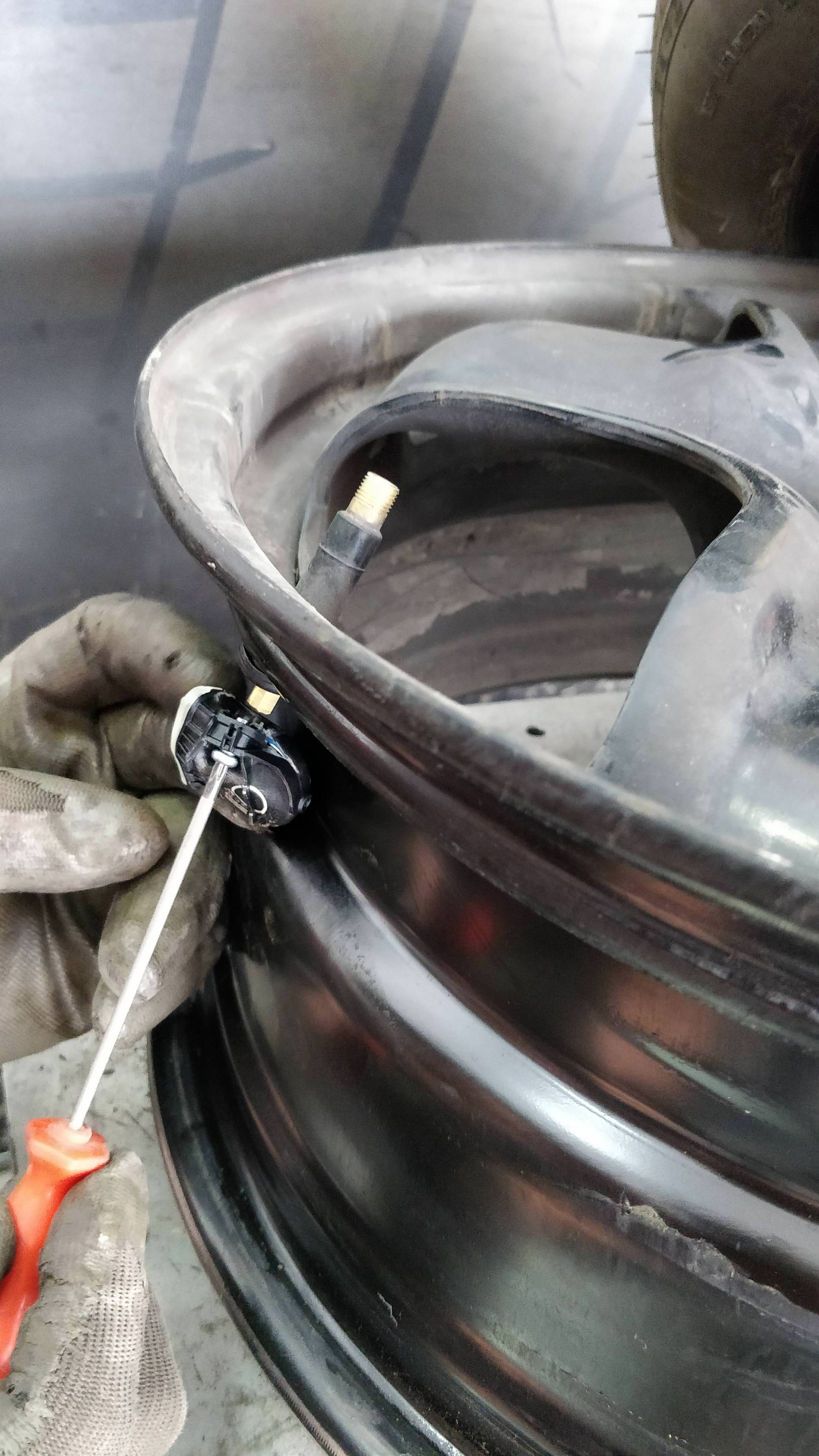
Capteur direct TPMS endommagé en cours de dépose.

### Direct
Avec un système de contrôle de pression direct, le contrôleur peut être averti de la pression de ses pneus mais aussi de la température et cela en temps réel. Différents moyens existent pour avertir l’automobiliste :
- un pictogramme (cf. images dans l'introduction de cette page) s’affiche à l’écran indiquant un problème de pression sur l’un des pneus ;
- un simple signal lumineux sous la forme d’un point orange ;
- l’indication sur un schéma de votre véhicule sur votre tableau de bord du pneu comportant un problème de pression et parfois la pression exacte de celui-ci.

Chaque capteur TPMS est installé à l’intérieur du pneu, ou dans la valve de gonflage. Ils sont composés d’un capteur électronique qui envoie les informations à l’ordinateur de bord du véhicule par fréquences radio de faible puissance dans la bande des 433 - 434 MHz. Ce système direct est réalisé pour faire face aux variations de pression relatives aux changements de températures et aux frottements liés à ces variations, mais surtout de détecter une crevaison de l'un des pneus qui pourrait conduire à la perte de contrôle du véhicule.

### Indirect
Les systèmes indirects calculent la pression des pneus en se fondant sur la vitesse de rotation des roues, utilisée par l'ABS et le correcteur électronique de trajectoire (ESP). Lorsque la pression d'un pneu baisse, une réduction du diamètre extérieur du pneu se produit, provoquant une hausse de la vitesse de rotation de la roue affecté. Le système contrôlant l’ABS permet donc de détecter les variations de pression par comparaison des vitesses de rotation du ou des pneumatiques, mais de manière moins précise qu'avec le système direct.
De nouvelles générations de contrôle indirects intègrent la mesure de la vibration des pneus pour la mesure de pression. De tels systèmes étudient aussi le résultat des changements de charge lors de l’accélération, freinage ou prises des virages.

## Règlementations
Différentes réglementations et normes existent :
- FMVSS 138
- ISO 21750.
- UN-ECE-R 64